# Metro-Som
A Metro-Som é uma editora discográfica independente portuguesa, fundada em 1974 por Branco de Oliveira.
Com esta editora gravaram diversos nomes que vão do Rock Progressivo, Heavy Metal e Pop Rock até ao Folclore, Fado e bandas militares. 
Destacam-se na sua história o lançamento dos discos de estreia de UHF, Aqui d'el-Rock e Jafumega.

## Artists que gravaram com a Metro-Som
Rock
- Jafumega,
- UHF,
- Os Diva,
- Ananga-Ranga,
- Ferro & Fogo,
- Aqui d'el-Rock,
- Xeque-Mate (banda),
- Pó D'Escrer,
- INOX

Fado
Fernando Maurício, Manuel de Almeida, Maria de Nazaré, Cidália Moreira, Manuel Fernandes, Fernanda Baptista, Camané, Tristão da Silva Jr., Nuno de Aguiar, Carlos Macedo, Artur Batalha, Jaime Dias, Pedro Galveias, Ricardo Ribeiro, Luísa Soares, Fátima Ferreira, Júlia Lopes, Clara Cristão, Esmeralda Amoedo, Ana Marta, Maria Emília, Marta Ramalho, Carina, Natália Escoval, Ana Maurício, Raquel, Manuela Cavaco, Graça Maria, Catarina Rosa, Paulo Jorge, Diogo Rocha, Victor Miranda, Katia Santos, Lino Ramos, Joana Cruz, Américo Correia, Rosita, Clara, Vanessa Santos, Augusto Robalo, Fernando Jorge, Ivone Dias, Lino Ramos, João Casanova, Marina Mota, Alzira de Sá, Alice Pimenta, Helder Santos, Célia Leiria, Ricardo Santos, Manuel António Duarte, Alberto Leiria, António Silva, Adelaide Maria, Flora Silva, Maria JôJô, Alfredo Alves, Afonso de Oliveira, João Paulo, Celeste Branco, João Almeida, Rute Soares, Mário Bernardo e muitos outros.
Bandas Militares
- Banda da Força Aérea
- Banda da Armada

Música Tradicional Portuguesa
Rancho Vila Praia de Âncora, Rancho Folclórico S. Martinho de Gandra, Rancho Folclórico Os Azurara, Rancho Folclórico Montemor-o-Novo, Rancho S. Bartolomeu do Rego, Rancho Folclórico de Torres Novas, Rancho da Trofa, Os Ganhões de Castro Verde, Grupo Coral de Messejana, Rancho Folclórico da Casa do Minho, Rancho Folclórico de Lagameças, Rancho Infantil de Baúlhe, Rancho Folclórico de Pinhal Novo, Grupo Etnográfico da Areosa, Grupo Folclórico S. Paio-Braga, Grupo Folclórico Casa do Povo de Silvares, Grupo Folclórico Grande Roda, Grupo Folclórico Sta. Maria do Pombeiro, Grupo Som da Terra - Alentejo, Banda de Lá, Trio Alentejo, Grupo Folclórico Pinga Verde, Trio Rio Azul, Os Castiços de Regadas, Grupo Sem Eira nem Beira, grupo Verde Maio-vida alentejana, entre outros.

## Ligações Externas
- Sítio Oficial da Metro-Som
- Loja Online da Metro-Som[ligação inativa]